# Шимбирёв, Павел Николаевич
Па́вел Никола́евич Шимбирё́в (1883―1960) ― советский педагог, доктор педагогических наук, профессор, член-корреспондент АПН РСФСР.

## Биография
Родился 29 июня (11 июля) 1883 года в деревне Пушкино Бронницкого уезда Московской губернии.
Окончил учительскую семинарию в селе Поливанове Подольского уезда Московской губернии. С 1904 по 1911 год работал учителем в школе в Бронницком уезде. 
С 1921 года последовательно работал инструктором Московского губернского союза работников просвещения, затем заведующим отделом социалистического воспитания Московского городского отдела народного образования, заведующим педагогическим техникумом имени Профинтерна.
В 1930-1931 годах работает заместителем заведующего Нижневолжским краевого отдела народного образования. С 1931 по 1936 год трудится заместителем директора НИИ планирования и организации народного образования, потом заведующим кафедрой педагогики педагогического института имени А. С. Бубнова.
В 1936 году недолгое время параллельно работал в Коммунистическом университете и МИФЛИ, где преподавал общественные науки. В декабре 1936 года назначен директором Кировского педагогического института, работал на этом посту до марта 1938 года. Затем - в кадровом резерве НКП РСФСР.
С августа 1941 года по октябрь 1943 года работал директором Барнаульского государственного педагогического института.
С 1946 по 1949 год руководил отделом педагогических вузов Министерства высшего образования СССР.
Умер 22 декабря 1960 года в Москве.

## Научная деятельность
Занимался разработкой методики педагогического образования, дидактики. Исследовал историю педагогики. В 1934 году написал первый советский учебник по педагогике для педагогических техникумов, в 1940 году ― учебник по педагогике для педагогических училищ. В 1946 году в соавторстве с И.Т. Огородниковым написал учебник для учительских институтов, а в 1954 году в соавторстве с ним же написал учебник для педагогических институтов.

## Интересный факт
Формально не имел другого образования, кроме того, что получил в учительской семинарии.

## Награды
- Орден Трудового Красного Знамени,
- Медаль «За трудовое отличие»
- Медаль К. Д. Ушинского

## Сочинения
- Шимбирев, П. Н. Педагогика : учебник для педагогических техникумов / Москва, 1934. – 320 с.
- Шимбирев, П. Н. Педагогика : учебник для педагогических училищ / Москва, 1940. – 388 с.
- И.Огородников, П.Шимбирев. Педагогика : учебник учительских институтов / Москва : Учпедгиз, 1950. – 430 с.
- П.Шимбирев, И.Огородников. Педагогика / Москва : Учпедиздат, 1954. – 432 с.
- Московский областной педагогический институт. Ученые записки. Т. 50, вып. 4. Труды кафедры педагогики / под ред. П. Н. Шимбирева. – Москва : МОПИ, 1957. – 467
- П.Шимбирев. Вопросы обучения и воспитания : учебное пособие / Москва, 1972. – 138 с.[1]